# Mark Tobey
Mark George Tobey (ur. 11 grudnia 1890 w Centerville, Wisconsin, zm. 24 kwietnia 1976 w Bazylei) – amerykański artysta abstrakcyjny, przedstawiciel szkoły Pacyfiku.
Artysta w latach 1906–1908 uczył się w szkole artystycznej w Chicago, od 1911 roku pracował w Nowym Jorku dla magazynu McCall, w tym czasie zainteresował się filozofią wschodu. W 1923 Tobey zetknął się z chińską kaligrafią. Pierwsza indywidualna wystawa artysty odbyła się w 1935 roku w Seattle Art Museum. Prawdziwy sukces przyniosła mu jednak dopiero wystawa w nowojorskiej Willard Gallery w 1944 roku. W 1960 roku osiadł na stałe w Bazylei.

## Twórczość
Mark Tobey był jednym z czołowych reprezentantów, obok Morrisa Gravesa, szkoły Pacyfiku. Jego twórczość charakteryzowała się odrzuceniem inspiracji europejskich na rzecz wschodniej kaligrafii. Najważniejsze prace kaligraficzne powstały około 1935 roku, kiedy Tobey zaczął pokrywać płótna gęstą, białą siatką abstrakcyjnych oraz figuratywnych linii i obrazów, zwanych białym pismem. Twórczość Marka Tobey odegrała ważną rolę w rozwoju informelu.